# Конгрес народів Ічкерії та Дагестану
Конгрес народів Ічкерії та Дагестану (КНІД)  — організація, створена в 1998 Шамілем Басаєвим та Мовладі Удуговим.  Кінцевою метою своєї діяльності Конгрес називав створення так званого «Ісламського халіфату на Кавказі».
Установчий з'їзд Конгресу народів Ічкерії та Дагестану відбувся у квітні 1998 року в Грозний за участю дагестанця Багаутдін Кебедова і його прихильників. Ідея створення КНІД була співзвучна ідеї багатьох чеченських польових командирів   — «звільнення мусульманського Кавказу від російського імперського ярма». Під егідою КНІД були створені озброєні формування, в тому числі «Ісламська міжнародна миротворча бригада», якою командував Хаттаб. КНІД неодноразово виступав з погрозами на адресу «проросійського керівництва» Дагестану, звинувачуючи його в переслідуванні місцевих мусульман, заявляючи про «відсутність легітимної влади» в республіці, тощо.
4 лютого 2003 Верховний суд РФ визнав організацію терористичною та заборонив її діяльність на території Російської Федерації.